# Tex-Mex-Küche

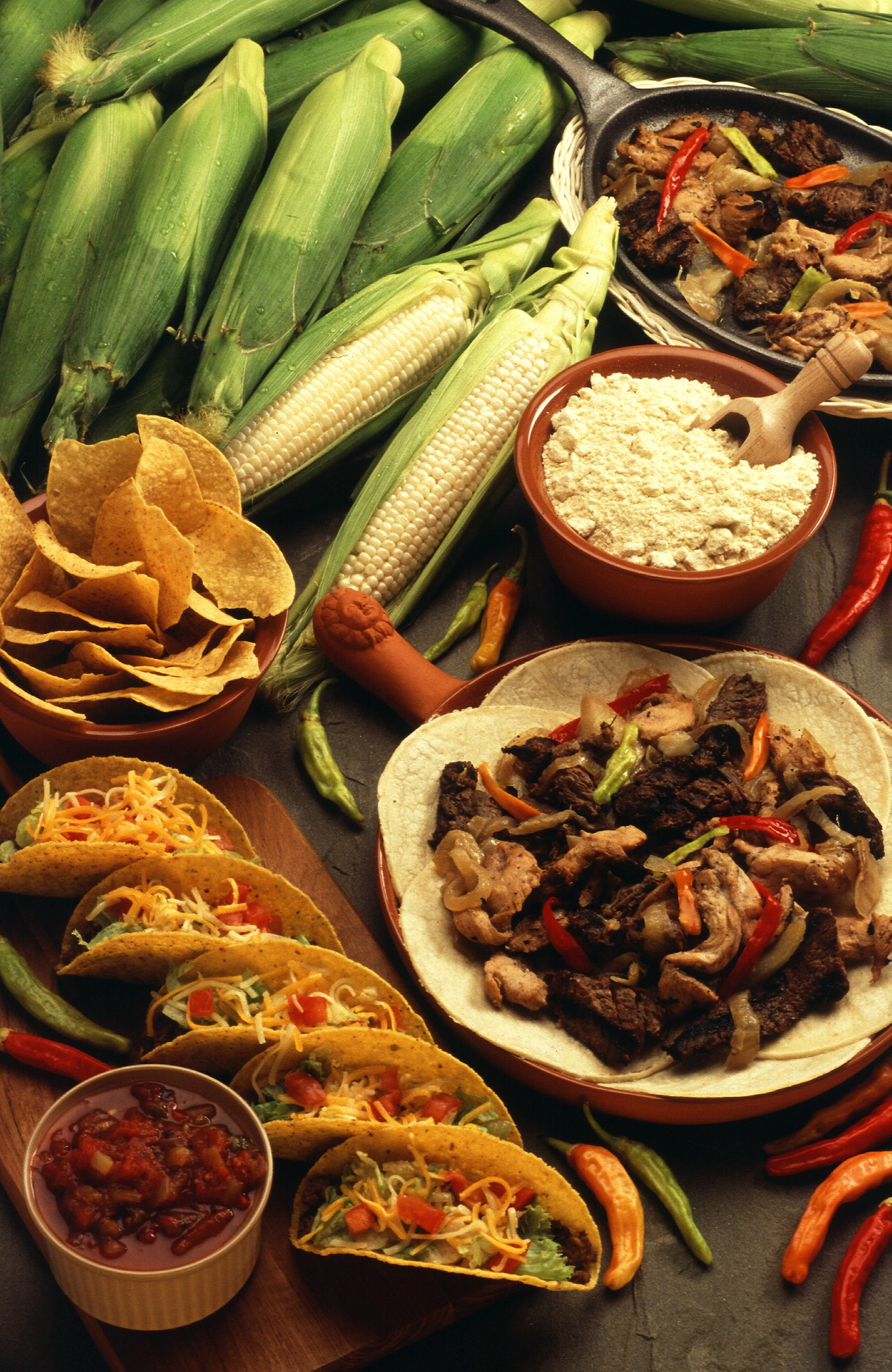
Typische Gerichte der Tex-Mex-Küche

Die Tex-Mex-Küche bezeichnet einen Kochstil, der in den Vereinigten Staaten entwickelt wurde. Der Begriff setzt sich aus den Namen der Regionen zusammen, die diese Küche beeinflussen: Der US-Bundesstaat Texas sowie der nördliche Teil Mexikos.
Die Küche kombiniert Elemente der mexikanischen Küche mit denen der US-amerikanischen Küche, insbesondere mit Elementen der Südstaaten- bzw. der Southwestern-Küche, steuert aber auch eigene Aspekte und Eigenheiten bei. Charakteristisch für die Tex-Mex-Küche ist der Einsatz von Chilis und anderen Gewürzen, Fleisch und Bohnen.

## Begriffsgeschichte
Der Begriff „Tex-Mex“ war zunächst ein US-amerikanischer Spitzname für die texanisch-mexikanische Eisenbahn, entstanden aus der Abkürzung des Namens. In den 1920er Jahren wurden dann Tejanos, Texaner mexikanischer Abstammung, in amerikanischen Zeitungen so genannt. Im Jahre 1941 wurde ein gemischter Dialekt, halb Englisch, halb Spanisch, erstmals in einem Wörterbuch als Tex-Mex Spanish bezeichnet. Im Zusammenhang mit Essen wurde „Tex-Mex“ erst im Jahr 1973 zum ersten Mal in der Zeitung Mexico City News verwendet.

## Geschichte
Die texanische Küche wurde bereits seit dem 17. Jahrhundert durch die spanische Küche beeinflusst. 1598 ließen sich hier 600 spanische Kolonisten nieder. In der Folgezeit entstand die Volksgruppe der Tejano aus spanischen Einwanderern und amerikanischen Ureinwohnern, die die Urform der Tex-Mex-Küche entwickelte. Weitere Einflüsse kamen von Einwohnern der Kanarischen Inseln, die ab 1731 nach Mexiko kamen. Sie führten vor allem die Zutaten Kreuzkümmel (Cumin) und Koriander ein.

## Produkte und Gerichte
Zu den bekanntesten Produkten dieser Küche zählen Mais- und Weizen-Tortillas, mit denen Gerichte wie Enchiladas, Burritos, Fajitas und Quesadillas zubereitet werden. In den Vereinigten Staaten werden Maistortillas auch frittiert, diese werden auf verschiedene Arten belegt bzw. gefüllt und als Tostadas oder Tacos serviert.
Ein bekanntes Gericht der Küche ist Chili con Carne, ein Eintopf aus Fleisch und Chilischoten, dem Bohnen und manchmal auch anderes Gemüse beigefügt werden.